# بيتر باومغارتنر
بيتر باومغارتنر (بالألمانية: Peter Baumgartner)‏ هو لاعب هوكي الجليد ألماني، ولد في 21 ديسمبر 1991 في فيلسبيبورغ في ألمانيا.

## وصلات خارجية
- بيتر باومغارتنر على موقع EliteProspects.com (الإنجليزية)
- بيتر باومغارتنر على موقع Eurohockey.com (الإنجليزية)
- بيتر باومغارتنر على موقع HockeyDB.com (الإنجليزية)